# Дръзки (фрегата)
Вижте пояснителната страница за други значения на Дръзки.
„Дръзки“ (41) е многоцелева фрегата от клас Вилинген на въоръжение във Военноморските сили на България.
Приета е в строя на ВМС на 21 октомври 2005 г. Тя е сред 3-те фрегати от този клас, закупени след снемането им от въоръжение от белгийските ВМС между 2004 и 2008 година.

## Конструиране и служба в белгийския флот
След взетото през 1970 година решение от правителството на Белгия за създаване на собствен клас многоцелеви фрегати. С конструирането на фрегатите са натоварени корабостроителниците в Темсе и Антверпен. Предпоследната от 4-те фрегати, F912 Ванделаар, е конструирана в корабостроителницата Булверф в Темсе и е приета на въоръжение в белгийските военноморски сили в края на 1978 година.
По време на войната в Залива Ванделаар участва в морската блокада срещу Ирак между 17 октомври 1990 и 14 януари 1991, след което е сменена от флагмана на класа F910 Вилинген. Двете фрегати инспектират общо 28 плавателни съда в хода на операцията.
След края на Студената война, следвайки плана за военна реформа Дьолкроа, белгийското правителство взема решение да изведе от употреба фрегатите клас Вилинген и да ги подмени с нови съдове клас Карел Доорман (придобити втора ръка от нидерландските ВМС). Най-новата фрегата от класа, F913 Вестхиндер, е изтеглена от употреба през 1993 и скоро след това е нарязана за скрап. 
Ванделаар е ремонтирана основно по същото време, като са били поставени нови двигатели за придвижване в нормален режим, както и дизелови генератори, ремонтирана е турбината му Rolls Royce Olympos, която задвижва двата винта, монтирани са нови системи за опресняване на морска вода и биореактор за обработка на отпадните води. През 2004 е продадена на България, където е преименувана на Дръзки (41).

## Служба в Българските военноморски сили
Ванделаар е първата от трите фрегати, закупени от България по това време, и цената ѝ е 23 млн. евро. С оглед на необходимостта като член на НАТО България да изпълнява мисии зад граница впоследствие са закупени още две фрегати на цена 20 милиона евро всяка, като сумата се изплаща на траншове. През 2009 Дръзки (41) е ремонтирана още веднъж от българските „Флотски арсенал“ и ТЕРЕМ, като не се изключва възможността на фрегатите да бъде монтирана площадка за кацане на вертолети „Пантера“.
Едва година след приемането в строя на ВМС -- Дръзки (41) и нейният екипаж взимат участие в съвместната операция на НАТО „Active Endeavour“, скоро след което са изпратени да патрулират покрай бреговете на Ливан в рамките на операцията на ООН UNIFIL (UNIFIL MAROPS е първата военноморска операция на ООН.  Участието в UNIFIL струва на България 2,8 милиона лева (Тези средства са възстановени на България и всъщност тази операция не струва нищо на РБ). През 2009 военният министър Николай Цонев говори за възможността фрегатата да участва в борбата срещу пиратските набези край бреговете на Сомалия, но впоследствие предложението е отхвърлено, заради големите разходи.
В началото на април 2010 българското правителство взема решение Дръзки (41) да се включи в операцията на НАТО "Обединен защитник" за налагането на морска блокада срещу режима на Муамар Кадафи в Либия, като фрегатата се подготвя за тръгване до 15 април.
През 2015 г. фрегатата участва в мащабното военно учение на НАТО "Trident juncture ’15", с което осъществява първото участие на български военен кораб в мисия в Атлантическия океан.
През 2019 г. участва за 20 дни във Втора постоянна корабна група на НАТО в Черно море, а след това в съвместно учение „Sea Shield 2019” с Румънските ВМС.
Под флага на командира на Военноморските сили фрегатата „Дръзки” от състава на Флотилията бойни и спомагателни кораби от 21 до 26 август 2021 взе участие в морски парад за отбелязването на 30-ата годишнина от обявяването на независимостта на Република Украйна.

## Оборудване

### Въоръжение
- 1х автоматично 100-mm оръдие Крузо-Лоар
- 1х ракетна установка с 8 противовъздушни ракети с малък обсег RIM-7
- 1х ракетна установка с 4 противокорабни ракети ММ-38 Екзосет
- 1х шестстволна 375-mm установка за изстрелване на дълбочинни бомби „Бофорс“
- 2х торпедни шахти с общо 10 торпеда тип Ecan L5 (533 mm)

### Радиолокационни и наблюдателни системи
- 1х навигационен / разузнавателен радар Келвин-Хюз 1007
- 1х наблюдателен радар DA-05 Hollandse Signaal Apparaten
- 1х насочващ радар WM-25 Hollandse Signaal Apparaten
- 2х инфрачервени насочващи камери EOMS
- 1х сонар AN/SQS-510

### Други данни
„Дръзки“ (41) разполага със системи за ЯХБЗ и преобразуване на морската вода в питейна.

## Участие във военноморски операции
Дръзки (41) и нейният екипаж са участвали в следните операции:
| Операция                                          | Година на участие      |
| ------------------------------------------------- | ---------------------- |
| Военноморска операция на НАТО „АКТИВ ИНДЕВЪР“     | 2006, 2007, 2008, 2009 |
| Военноморска операция на ООН „ЮНИФИЛ МАРОПС“      | 2006                   |
| Военноморска операция на НАТО „ОБЕДИНЕН ЗАЩИТНИК“ | 2011                   |
| Втора постоянна корабна група на НАТО             | 2019                   |

## Сертификации
- 2007 – SELF/NATO EVALUATION CERTIFICATION (LEVEL ONE) по време на учението NOBLE MIDAS 07 в Средиземно море
- 2008 – NATO EVALUATION LEVEL TWO, изпълнявайки стандартите на MAREVAL по време на учението NOBLE MIDAS 08 Архив на оригинала от 2013-02-19 в Wayback Machine. в Средиземно море
- 2012 – NATO EVALUATION LEVEL TWO, изпълнявайки стандартите на MAREVAL по време на учението БРИЗ 2012[неработеща препратка] в Черно море